# Australoconops aurosus
Australoconops aurosus är en tvåvingeart som först beskrevs av Newman 1841.  Australoconops aurosus ingår i släktet Australoconops och familjen stekelflugor. Inga underarter finns listade i Catalogue of Life.